# فونتوای
فونتوای (به فرانسوی: Fontoy) یک کمون در فرانسه است که در Canton of Fontoy واقع شده‌است.

## خصوصیات
فونتوای ۱۶٫۸۸ کیلومترمربع مساحت و ۳٬۱۹۴ نفر جمعیت دارد و ۲۷۰ متر بالاتر از سطح دریا واقع شده‌است.